# Coleophora polonicella
Coleophora polonicella é uma espécie de mariposa do gênero Coleophora pertencente à família Coleophoridae.